# Lucas Moura
Lucas Rodrigues Moura da Silva (São Paulo, 13 augustus 1992) – alias Lucas – is een Braziliaans voetballer die doorgaans als middenvelder speelt. Hij verruilde Tottenham Hotspur in augustus 2023 transfervrij voor São Paulo. Lucas maakte in 2011 zijn debuut in het Braziliaans voetbalelftal.

## Clubcarrière

### São Paulo
Lucas speelde in de jeugd van achtereenvolgens CA Juventus, Corinthians en (vanaf 2005) São Paulo. Hij debuteerde op 8 augustus 2010 in het eerste elftal van laatstgenoemde club, tijdens een wedstrijd in de Série A uit bij Paranaense (1–1). Hij speelde zich diezelfde maand nog in de basis bij de Braziliaanse club. Hier verdween hij ook drie jaar niet meer uit. Lucas speelde in die tijd 74 wedstrijden in de Série A, 13 in de Copa do Brasil en 12 in de Copa Sudamericana. In 2012 won hij dat laatste toernooi met São Paulo. Hij maakte in de met 2–0 gewonnen finale tegen Tigre zelf de 1–0.

### Paris Saint-Germain
In de zomer van 2012, na zijn tweede seizoen bij São Paulo, gaven Manchester United en Internazionale aan interesse te hebben in Lucas. Paris Saint-Germain trok echter aan het langste eind en contracteerde hem met ingang van 31 januari 2013, voor een periode van vier jaar. De club betaalde meer dan 40 miljoen euro voor Lucas, het hoogste bedrag dat PSG ooit betaalde voor een speler. De Franse club was toen net eigendom geworden van Qatar Sports Investments en voorafgaand zijn komst waren ook Zlatan Ibrahimović, Thiago Silva, Ezequiel Lavezzi en Marco Verratti toegevoegd aan de selectie van PSG. Hiermee begon een periode waarin Paris Saint-Germain het Franse voetbal op alle vlakken ging domineren. In zijn eerste (halve) seizoen bij de club kreeg Lucas speelminuten in tien wedstrijden. Paris Saint-Germain werd landskampioen, met twaalf punten voorsprong op Olympique Marseille. In het voorafgaande seizoen, toen Lucas nog in Brazilië speelde, werd PSG tweede. De club verzekerde zich daarmee van een plaats in de groepsfase van de UEFA Champions League. Lucas speelde vier wedstrijden in het toernooi, waaronder twee duels tegen FC Barcelona in de kwartfinale. Die werden verloren.
Lucas speelde vijf jaar voor Paris Saint-Germain. Daarin won hij vier landskampioenschappen, drie keer de Coupe de France en vier keer de Coupe de la Ligue. Daarbij speelde hij zelf elk (vol) seizoen tussen de 46 en 56 wedstrijden. Paris Saint-Germain wilde ook internationaal succes, maar dat bleef in deze periode uit. Lucas en zijn ploeggenoten kwamen vier jaar op rij tot de kwartfinale van de Champions League en gingen er in 2016/17 nog een ronde eerder uit. Drie keer was FC Barcelona een te hoge horde, Chelsea en Manchester City ieder één keer. Paris Saint-Germain kocht in augustus 2017 Neymar en Kylian Mbappé als nieuwe voorhoedespelers. Daarmee verdween Lucas naar het tweede plan.

### Tottenham Hotspur
Lucas verruilde Paris Saint-Germain in januari 2018 voor Tottenham Hotspur. Dat betaalde circa 28 miljoen euro voor hem aan de Franse club. Na een jaar waarin hij weinig had gespeeld, groeide hij in 2018/19 bij Tottenham weer uit tot veelvuldig basisspeler. Lucas bereikte dat jaar de finale van de Champions League met de Engelse club. Hij had zelf een doorslaggevende rol in de halve finale van dat toernooi, toen hij een hattrick maakte uit bij Ajax. De Nederlandse ploeg stond bij rust met 2–0 voor en had de heenwedstrijd in Engeland al met 0–1 gewonnen. Lucas scoorde in de tweede helft vervolgens driemaal, waardoor hij zich met Tottenham op basis van uitdoelpunten plaatste voor de finale. Hij maakte het beslissende laatste doelpunt in de zesde minuut van de blessuretijd. Lucas kwam in de finale met Tottenham ook met 0–2 achter tegen Liverpool, maar dat gaf die voorsprong niet meer weg.
Lucas was in zijn eerste twee (volle) seizoenen bij Tottenham hoofdzakelijk basisspeler. Hij werd in 2019/20 zesde met de Engelse club, waarmee die voor het eerst in vijf jaar niet in de top vier eindigde. In de twee seizoenen die volgden werd Lucas' rol kleiner. Hij speelde nog steeds ieder jaar dertig of meer speelronden, maar nu de helft van de wedstrijden als invaller. Coach Antonio Conte zette hem in 2022/23 tijdens de competitie niet één keer meer in de basis.

### Terugkeer naar São Paulo
Lucas keerde in augustus 2023 transfervrij terug naar São Paulo. Hier tekende hij een contract tot het einde van het kalenderjaar.

## Clubstatistieken
| Seizoen     | Club                | Competitie     | Competitie | Competitie | Competitie | Beker | Beker | Beker | Internationaal | Internationaal | Internationaal | Totaal | Totaal | Totaal |
| Seizoen     | Club                | Competitie     | Wed.       | Dlp.       | Ass.       | Wed.  | Dlp.  | Ass.  | Wed.           | Dlp.           | Ass.           | Wed.   | Dlp.   | Ass.   |
| ----------- | ------------------- | -------------- | ---------- | ---------- | ---------- | ----- | ----- | ----- | -------------- | -------------- | -------------- | ------ | ------ | ------ |
| 2010        | São Paulo           | Série A        | 25         | 4          | 4          | 0     | 0     | 0     | —              | —              | —              | 25     | 4      | 4      |
| 2011        | São Paulo           | Série A        | 28         | 9          | 4          | 0     | 0     | 0     | 3              | 1              | 1              | 31     | 10     | 5      |
| 2012        | São Paulo           | Série A        | 21         | 6          | 7          | 0     | 0     | 0     | 9              | 2              | 3              | 30     | 8      | 10     |
| Club Totaal | Club Totaal         | Club Totaal    | 74         | 19         | 15         | 0     | 0     | 0     | 12             | 3              | 4              | 86     | 22     | 19     |
| 2012/13     | Paris Saint-Germain | Ligue 1        | 10         | 0          | 5          | 1     | 0     | 0     | 4              | 0              | 1              | 15     | 0      | 6      |
| 2013/14     | Paris Saint-Germain | Ligue 1        | 36         | 5          | 13         | 7     | 0     | 3     | 10             | 0              | 1              | 53     | 5      | 17     |
| 2014/15     | Paris Saint-Germain | Ligue 1        | 29         | 7          | 6          | 9     | 1     | 3     | 8              | 0              | 1              | 46     | 8      | 10     |
| 2015/16     | Paris Saint-Germain | Ligue 1        | 36         | 9          | 4          | 11    | 2     | 1     | 9              | 2              | 0              | 56     | 13     | 5      |
| 2016/17     | Paris Saint-Germain | Ligue 1        | 37         | 12         | 4          | 9     | 6     | 4     | 7              | 1              | 1              | 53     | 19     | 9      |
| 2017/18     | Paris Saint-Germain | Ligue 1        | 5          | 1          | 1          | 1     | 0     | 0     | 0              | 0              | 0              | 6      | 1      | 1      |
| Club Totaal | Club Totaal         | Club Totaal    | 153        | 34         | 33         | 38    | 9     | 11    | 38             | 3              | 4              | 229    | 46     | 48     |
| 2017/18     | Tottenham Hotspur   | Premier League | 6          | 0          | 1          | 4     | 1     | 3     | 1              | 0              | 0              | 11     | 1      | 4      |
| 2018/19     | Tottenham Hotspur   | Premier League | 32         | 10         | 1          | 5     | 0     | 1     | 12             | 5              | 0              | 49     | 15     | 2      |
| 2019/20     | Tottenham Hotspur   | Premier League | 35         | 4          | 4          | 6     | 2     | 0     | 6              | 1              | 1              | 47     | 7      | 5      |
| 2020/21     | Tottenham Hotspur   | Premier League | 30         | 3          | 4          | 7     | 1     | 2     | 13             | 5              | 2              | 50     | 9      | 8      |
| 2021/22     | Tottenham Hotspur   | Premier League | 34         | 2          | 6          | 6     | 3     | 0     | 5              | 1              | 2              | 45     | 6      | 8      |
| 2022/23     | Tottenham Hotspur   | Premier League | 6          | 0          | 0          | 0     | 0     | 0     | 2              | 0              | 0              | 8      | 0      | 0      |
| Club Totaal | Club Totaal         | Club Totaal    | 143        | 19         | 16         | 28    | 7     | 6     | 39             | 12             | 5              | 210    | 38     | 27     |
| TOTAAL      | TOTAAL              | TOTAAL         | 370        | 72         | 64         | 66    | 16    | 17    | 89             | 18             | 13             | 525    | 106    | 94     |

Bijgewerkt op 9 april 2021

## Interlandcarrière
Brazilië –23
In februari 2011 speelde Lucas in het Braziliaans voetbalelftal onder 20 mee om het Zuid-Amerikaans jeugdkampioenschap. Hij scoorde een hattrick in een met 6-0 gewonnen wedstrijd tegen Uruguay. In 2012 nam hij met het Braziliaans olympisch voetbalelftal deel aan de Olympische Zomerspelen van 2012 in Londen. Hij speelde mee in vier wedstrijden, waaronder de finale, die met 1-2 verloren werd van Mexico.
| Interlanddoelpunten van Lucas Moura voor Brazilië –20 | Interlanddoelpunten van Lucas Moura voor Brazilië –20 | Interlanddoelpunten van Lucas Moura voor Brazilië –20 | Interlanddoelpunten van Lucas Moura voor Brazilië –20 | Interlanddoelpunten van Lucas Moura voor Brazilië –20 | Interlanddoelpunten van Lucas Moura voor Brazilië –20 | Interlanddoelpunten van Lucas Moura voor Brazilië –20 |
| №                                                     | Datum                                                 | Locatie                                               | Wedstrijd                                             | Score                                                 | Uitslag                                               | Wedstrijd                                             |
| ----------------------------------------------------- | ----------------------------------------------------- | ----------------------------------------------------- | ----------------------------------------------------- | ----------------------------------------------------- | ----------------------------------------------------- | ----------------------------------------------------- |
| 1                                                     | 31 januari 2011                                       | Arequipa, Peru                                        | Brazilië – Chili                                      | 3 – 1                                                 | 5 – 1                                                 | Copa America onder 20                                 |
| 2                                                     | 13 februari 2011                                      | Arequipa, Peru                                        | Brazilië – Uruguay                                    | 1 – 0                                                 | 6 – 0                                                 | Copa America onder 20                                 |
| 3                                                     | 13 februari 2011                                      | Arequipa, Peru                                        | Brazilië – Uruguay                                    | 2 – 0                                                 | 6 – 0                                                 | Copa America onder 20                                 |
| 4                                                     | 13 februari 2011                                      | Arequipa, Peru                                        | Brazilië – Uruguay                                    | 6 – 0                                                 | 6 – 0                                                 | Copa America onder 20                                 |

Brazilië
Lucas werd in maart 2011 door de toenmalige bondscoach Mano Menezes voor het eerst opgeroepen voor het Braziliaans voetbalelftal. Hij maakte zijn debuut op 27 maart 2011, in een oefeninterland tegen Schotland. In 72e minuut verving hij Jádson. Op 28 september 2011 maakte Lucas zijn eerste doelpunt voor Brazilië. In de Superclásico tegen Argentinië opende hij in de 54e minuut de score. Door bondscoach Luiz Felipe Scolari werd Moura niet opgenomen in de selectie voor het wereldkampioenschap voetbal in eigen land, maar werd hij op een reservelijst gezet.
| Interlands van Lucas voor Brazilië | Interlands van Lucas voor Brazilië | Interlands van Lucas voor Brazilië | Interlands van Lucas voor Brazilië | Interlands van Lucas voor Brazilië | Interlands van Lucas voor Brazilië | Interlands van Lucas voor Brazilië |
| №                                  | Datum                              | Wedstrijd                          | Uitslag                            | Soort wedstrijd                    | Doelpunten                         |                                    |
| Als speler bij São Paulo FC        | Als speler bij São Paulo FC        | Als speler bij São Paulo FC        | Als speler bij São Paulo FC        | Als speler bij São Paulo FC        | Als speler bij São Paulo FC        | Als speler bij São Paulo FC        |
| ---------------------------------- | ---------------------------------- | ---------------------------------- | ---------------------------------- | ---------------------------------- | ---------------------------------- | ---------------------------------- |
| 1.                                 | 27 maart 2011                      | Brazilië – Schotland               | 2 – 0                              | Vriendschappelijk                  | 0                                  |                                    |
| 2.                                 | 4 juni 2011                        | Brazilië – Nederland               | 0 – 0                              | Vriendschappelijk                  | 0                                  |                                    |
| 3.                                 | 8 juni 2011                        | Brazilië – Roemenië                | 1 – 0                              | Vriendschappelijk                  | 0                                  |                                    |
| 4.                                 | 3 juli 2011                        | Brazilië – Venezuela               | 0 – 0                              | Copa América                       | 0                                  |                                    |
| 5.                                 | 9 juli 2011                        | Brazilië – Paraguay                | 2 – 2                              | Copa América                       | 0                                  |                                    |
| 6.                                 | 14 juli 2011                       | Brazilië – Ecuador                 | 4 – 2                              | Copa América                       | 0                                  |                                    |
| 7.                                 | 17 juli 2011                       | Brazilië – Paraguay                | 0 – 0 (0 – 2 n.s.)                 | Copa América                       | 0                                  |                                    |
| 8.                                 | 28 september 2011                  | Brazilië – Argentinië              | 2 – 0                              | Vriendschappelijk                  | 1                                  |                                    |
| 9.                                 | 7 oktober 2011                     | Costa Rica – Brazilië              | 0 – 1                              | Vriendschappelijk                  | 0                                  |                                    |
| 10.                                | 11 oktober 2011                    | Mexico – Brazilië                  | 1 – 2                              | Vriendschappelijk                  | 0                                  |                                    |
| 11.                                | 10 november 2011                   | Gabon – Brazilië                   | 0 – 2                              | Vriendschappelijk                  | 0                                  |                                    |
| 12.                                | 14 november 2011                   | Brazilië – Egypte                  | 2 – 0                              | Vriendschappelijk                  | 0                                  |                                    |
| 13.                                | 28 februari 2012                   | Bosnië en Herzegovina – Brazilië   | 1 – 2                              | Vriendschappelijk                  | 0                                  |                                    |
| 14.                                | 26 mei 2012                        | Denemarken – Brazilië              | 1 – 3                              | Vriendschappelijk                  | 0                                  |                                    |
| 15.                                | 31 mei 2012                        | Verenigde Staten – Brazilië        | 1 – 4                              | Vriendschappelijk                  | 0                                  |                                    |
| 16.                                | 3 juni 2012                        | Brazilië – Mexico                  | 0 – 2                              | Vriendschappelijk                  | 0                                  |                                    |
| 17.                                | 9 juni 2012                        | Argentinië – Brazilië              | 4 – 3                              | Vriendschappelijk                  | 0                                  |                                    |
| 18.                                | 15 augustus 2012                   | Zweden – Brazilië                  | 0 – 3                              | Vriendschappelijk                  | 0                                  |                                    |
| 19.                                | 7 september 2012                   | Brazilië – Zuid-Afrika             | 1 – 0                              | Vriendschappelijk                  | 0                                  |                                    |
| 20.                                | 10 september 2012                  | Brazilië – China                   | 8 – 0                              | Vriendschappelijk                  | 1                                  |                                    |
| 21.                                | 19 september 2012                  | Brazilië – Argentinië              | 2 – 1                              | Vriendschappelijk                  | 0                                  |                                    |
| 22.                                | 11 oktober 2012                    | Brazilië – Irak                    | 6 – 0                              | Vriendschappelijk                  | 1                                  |                                    |
| 23.                                | 16 oktober 2012                    | Japan – Brazilië                   | 0 – 4                              | Vriendschappelijk                  | 0                                  |                                    |
| 24.                                | 14 november 2012                   | Brazilië – Colombia                | 1 – 1                              | Vriendschappelijk                  | 0                                  |                                    |
| Als speler bij Paris Saint-Germain |                                    |                                    |                                    |                                    |                                    |                                    |
| 25.                                | 6 februari 2013                    | Engeland – Brazilië                | 2 – 1                              | Vriendschappelijk                  | 0                                  |                                    |
| 26.                                | 2 juni 2013                        | Brazilië – Engeland                | 2 – 2                              | Vriendschappelijk                  | 0                                  |                                    |
| 27.                                | 9 juni 2013                        | Brazilië – Frankrijk               | 3 – 0                              | Vriendschappelijk                  | 1                                  |                                    |
| 28.                                | 15 juni 2013                       | Brazilië – Japan                   | 3 – 0                              | Confederations Cup                 | 0                                  |                                    |
| 29.                                | 19 juni 2013                       | Brazilië – Mexico                  | 2 – 0                              | Confederations Cup                 | 0                                  |                                    |
| 30.                                | 14 augustus 2013                   | Zwitserland – Brazilië             | 1 – 0                              | Vriendschappelijk                  | 0                                  |                                    |
| 31.                                | 7 september 2013                   | Brazilië – Australië               | 6 – 0                              | Vriendschappelijk                  | 0                                  |                                    |
| 32.                                | 10 september 2013                  | Brazilië – Portugal                | 3 – 1                              | Vriendschappelijk                  | 0                                  |                                    |
| 33.                                | 15 oktober 2013                    | Brazilië – Zambia                  | 2 – 0                              | Vriendschappelijk                  | 0                                  |                                    |

Bijgewerkt op 3 juni 2014.

## Erelijst
São Paulo
- CONMEBOL Sudamericana: 2012

 Paris Saint-Germain
- Ligue 1: 2012/13, 2013/14, 2014/15, 2015/16
- Coupe de France: 2014/15, 2015/16, 2016/17
- Coupe de la Ligue: 2013/14, 2014/15, 2015/16, 2016/17
- Trophée des Champions: 2013, 2014, 2015, 2016, 2017

 Brazilië onder 20
- CONMEBOL Sudamericano onder 20: 2011

 Brazilië
- Superclásico de las Américas: 2011
- FIFA Confederations Cup: 2013

Individueel
- Campeonato Brasileiro Série A Team van het Jaar: 2012
- Bola de Prata: 2012
- UNFP Ligue 1 Speler van de Maand: oktober 2014
- Premier League Speler van de Maand: augustus 2018
- UEFA Champions League Elftal van het Seizoen: 2018/19

2 Vinícius ·
3 Lewis ·
4 Longo ·
5 Arboleda ·
6 Welington ·
7 Moura ·
8 Galoppo ·
9 Calleri ·
10 Luciano ·
11 Nestor ·
13 Rafinha  ·
15 Araújo ·
16 Gustavo ·
17 Silva · 
18 Rodriguinho ·
20 Antônio ·
21 Bobadilla ·
22 Tressoldi ·
23 Rafael ·
25 Alisson ·
26 Liziero ·
27 Rato ·
28 Franco ·
29 Maia ·
30 Moreira ·
32 Ferraresi ·
33 Erick ·
35 Sabino ·
36 Lanza ·
37 Carmo ·
39 Gomes ·
44 Belém ·
46 Negrucci ·
47 Ferreira ·
50 Moraes ·
93 Jandrei ·
Coach: Zubeldía 
· Assistent-coach: Cruz
1 Gabriel ·
2 Rafael ·
3 Thiago Silva  ·
4 Juan Jesus ·
5 Sandro Raniere ·
6 Marcelo ·
7 Lucas Moura ·
8 Rômulo ·
9 Leandro Damião ·
10 Oscar ·
11 Neymar ·
12 Hulk ·
13 Bruno Uvini ·
14 Danilo ·
15 Alex Sandro ·
16 Ganso ·
17 Alexandre Pato ·
18 Neto ·
Coach: Menezes